# Wybory samorządowe w Gruzji w 2010 roku

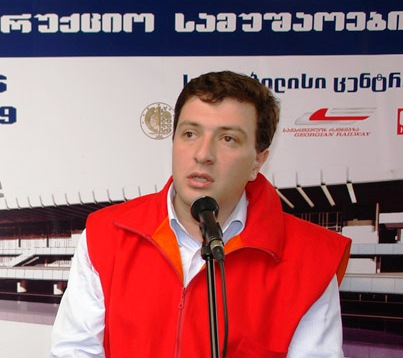
Giorgi Ugulawa, jeden ze zwycięzców wyborów w 2010

Wybory samorządowe w Gruzji odbyły się 30 maja 2010 roku. Najlepszy wynik w skali kraju uzyskał Zjednoczony Ruch Narodowy (ENM) Micheila Saakaszwilego i Dawita Bakradze.

## Wyniki w stolicy
Merem Tbilisi ponownie został Giorgi Ugulawa ze Zjednoczonego Ruchu Narodowego. W 2006 został wybrany przez 50-osobową radę miasta, w 2010 zaś w wyborach bezpośrednich uzyskał 55,23% głosów, pokonując Irakliego Alasanię (19,05%) z Aliansu dla Gruzji.

## Wyniki w skali kraju
- Zjednoczony Ruch Narodowy - 65,42%
- Ruch Chrześcijańsko-Demokratyczny - 11,9%
- Alians dla Gruzji - 9,2%